# Youssef Nabil
Youssef Nabil (el Caire, 6 de novembre de 1972) és un artista i fotògraf egipci. Si bé el seu treball té les seves arrels en l'art del retrat i les seves tradicions, les seves obres són contemporànies. Tot i que la utilització d'una tècnica d'acoloriment a mà dona una pàtina històrica a les seves fotografies, la posada en escena gairebé cinematogràfica crea una ambigüitat que troba una nova ressonància en aquesta època digital. A hores d'ara Nabil és artista resident a París. Ha guanyat el Premi Seydou Keita.

## Exposicions destacades
- 2013 – Time of Transformation, The Third Line Gallery, Dubai, EAU.
- 2012 – Youssef Nabil, Maison Européenne de la Photographie, París, França.
- 2011 – You Never Left, Nathalie Obadia Gallery, París, França.
- 2010 – Youssef Nabil, Yossi Milo Gallery, Nova York, EUA.
- 2010 – I Live Within You, Savannah College of Art and Design-SCAD, Savannah, EUA.
- 2009 – Youssef Nabil, GALERIST, Istanbul, Turquia.
- 2009 – I Live Within You, Savannah College of Art and Design-SCAD, Atlanta, EUA.
- 2009 – I Won't Let you Die, Villa Medici, Roma, Itàlia.
- 2009 – I Will Go to Paradise, The Third Line Gallery, Dubai, EAU.
- 2009 – Youssef Nabil, Volker Diehl Gallery, Berlín, Alemanya.
- 2008 – CINEMA, Michael Stevenson Gallery, Ciutat del Cap, Sud-àfrica.
- 2007 – Sleep in my arms, Michael Stevenson Gallery, Ciutat del Cap, Sud-àfrica.
- 2007 – Portraits / Self-portraits, The Third Line Gallery, Dubai, EAU.
- 2005 – Realities to Dreams, Townhouse Gallery of Contemporary Art, el Caire, Egipte.
- 2003 – Pour un Moment d'Éternité, Rencontres Internationales de la Photographie, Arle, França.
- 2001 – Obsesiones, Centro de la Imagen, Ciutat de Mèxic, Mèxic.
- 2001 – Youssef Nabil, Townhouse Gallery of Contemporary Art, el Caire, Egipte.
- 1999 – Premiere, Cairo-Berlin Art Gallery, el Caire, Egipte.

## Publicacions
- Nabil, Youssef. Sleep in My Arms.  Londres: Autograph ABP, 2007.
- Nabil, Youssef. Sleep in My Arms.  Ciutat del Cap: Michael Stevenson, 2007.
- Nabil, Youssef; Zaya, Octavio. I Won't Let You Die.  Alemanya: Hatje Cantz Verlag, 2008. ISBN 9783775723060.
- Nabil, Youssef. Youssef Nabil.  França: Flammarion, 2013. ISBN 9782081301115.